# Ferrandina Enriqueta de Stolberg-Gedern
Ferrandina Enriqueta de Stolberg-Gedern (en alemany Ferdinande Henriette zu Stolberg-Gedern) va néixer a Gedern (Alemanya) el 2 d'octubre de 1699 i va morir a Starkenburg el 31 de gener de 1750. Era una noble alemanya, filla del comte Lluís Cristià de Stolberg-Gedern (1652-1710) i de la princesa Cristina de Mecklenburg-Gustrow (1663-1749).

## Matrimoni i fills
El 15 de desembre de 1719 es va casar a Gedern amb el comte Jordi August d'Erbach-Schönberg (1691-1758), fill del comte Jordi Albert II d'Erbach-Fürstenau (1648-1717) i d'Anna Dorotea de Hohenlohe-Waldenburg (1656-1724). El matrimoni va tenir dotze fills:
- Cristina (1721-1769), casada amb el comte Enric XII de Reuss-Schleiz (1716-1784).
- Jordi LLuís II (1723-1777), casat amb la princesa Frederica de Holstein-Sonderburg-Plön.
- Francesc Carles (1724-1788), casat amb la comtessa Augusta Carolina d'Isenburg.
- Cristià Adolf, nascut i mort el 1725.
- Carolina Ernestina 1727-1796), casada amb Enric XXIV de Reuss-Ebersdorf (1724-1779).
- Cristià (1728-1799)
- Augusta Frederica (1730-1801), casada amb el comte Cristià de Giech-Wolfstein.
- Jordi August (1731-1799)
- Carles (1732-1816), casat amb Maria Josefina Victòria Zadubska (1757-1787).
- Frederic (1733-1733)
- Lluïsa Elionor (1735-1816), casada amb el comte Leopold Casimir de Rechteren.
- Casimir (1736-1760)
- Gustau Ernest (1739-1812), casat amb la princesa Enriqueta de Stolberg-Stolberg (1753-1816).